# 丹尼尔·罗森伯格
丹尼尔·罗森伯格（英語：Daniel Rosenberg）是一位美国历史学家，俄勒冈大学教授，毕业于維思大學和加利福尼亞大學柏克萊分校，2014年获柏林美国研究院的柏林奖，主要作品有《时间图谱：历史年表的历史》（Cartographies of Time: A History of the Timeline，与安东尼·格拉夫顿合著）、《游牧社会的转型与现代性》（蒙古卷）等。